# Richard Russell (Mediziner)

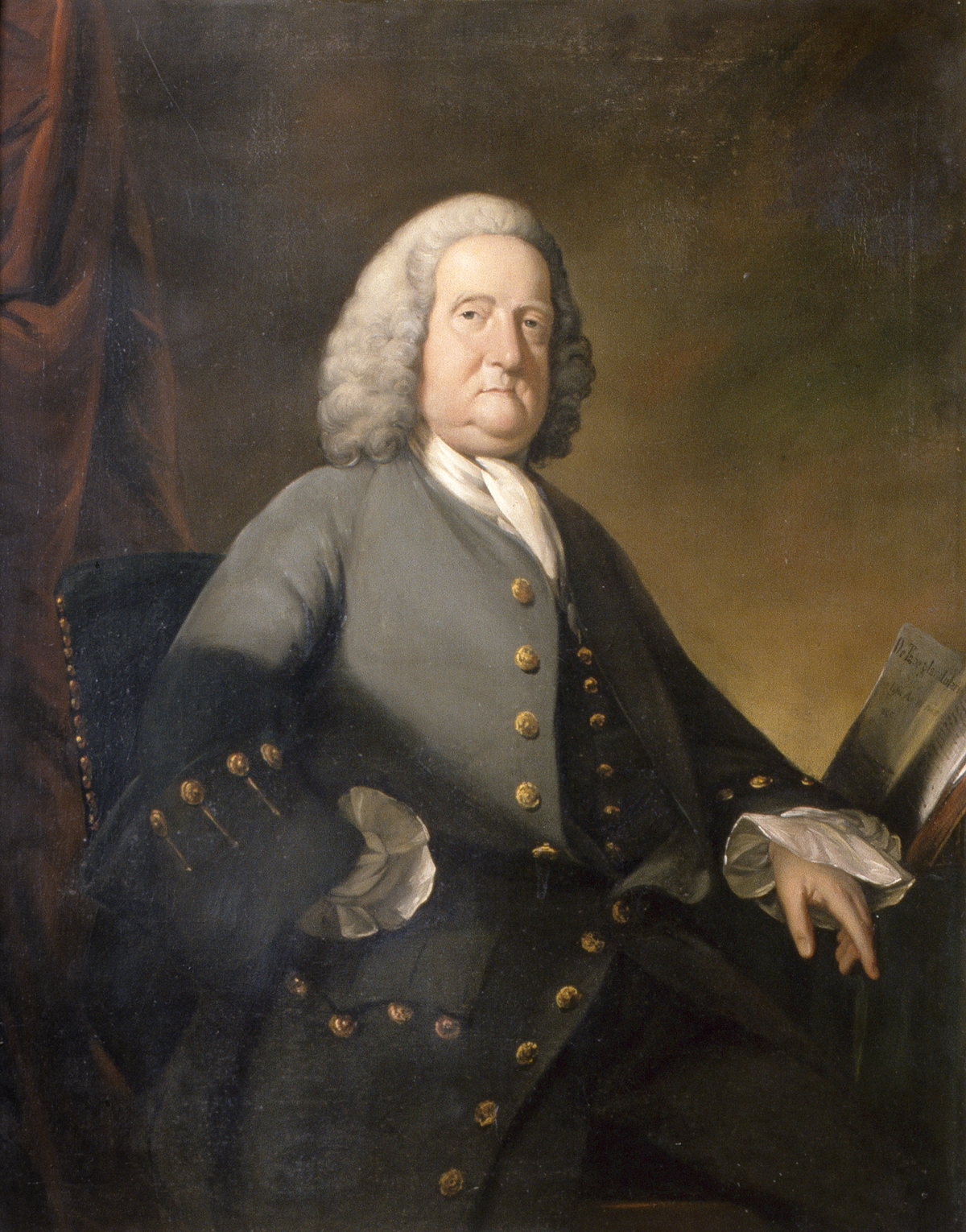
Richard Russell

Richard Russell (* 26. November 1687 in Reading; † 21. Dezember 1759 in London) war ein britischer Arzt, der seine Patienten darin bestärkte, zu Therapiezwecken Meerwasser zu trinken und darin zu baden. Die noch heute praktizierte Thalassotherapie verzichtet allerdings weitestgehend auf das Meerwassertrinken.

## Frühes Leben
Richard Russell war der Sohn von Nathaniel Russell, einem Chirurgen und Apotheker aus Lewes (Sussex), der einst Eigentümer von Ranscomb Manor in South Malling, nahe Lewes, war, und dessen Frau Mary. Er war das älteste von sieben Kindern, seine Geschwister waren Mary (* 1689), John (* 1691), Nathaniell (* 1694), Elizabeth (* 1695/1696), Hannah (* 1699), und Charity (* 1701). Bereits sein Großvater praktizierte als Arzt in Lewes.

## Medizinische Karriere
Nachdem Russell zunächst bei seinem Vater erste medizinische Kenntnisse erworben hatte, vervollkommnete er diese in Leiden bei Herman Boerhaave, wo er am 22. Dezember 1724 mit einer Arbeit über die Epilepsie bei Kindern promoviert wurde.

### Lewes
Russell begann dann 1725 in Lewes als Arzt zu praktizieren. (Aufzeichnungen belegen, dass Russell 1742 in Ditchling ein Gut von Thomas Godfrey, John Legas und Legas' Frau Judith erwarb. Zwischen 1758 und 1760 ging es auf Russells Sohn William Russell über, der den Nachnamen seiner Mutter "Kempe" annahm, und der es bis 1787 behielt. Danach gehörte es John Ingram und dann Charles James Ingram.)

### Brighton
Um 1747 ging Russell nach Brighton, um dort seine Theorien über die medizinischen Eigenschaften von Meerwasser in die Praxis umzusetzen. Im Jahre 1750 veröffentlichte er seine in Latein verfasste Dissertation De Tabe Glandulari sui De Usu Aquae Marinae in Morbis Glandularum, in der er den Gebrauch von Meerwasser zur Heilung von vergrößerten Lymphknoten empfahl. Sie wurde 1752 wohl als Raubdruck durch den Londoner W. Owen unter dem Titel Glandular Diseases, or a Dissertation on the Use of Sea Water in the Affections of the Glands (Drüsenerkrankungen oder eine Dissertation über den Gebrauch von Meerwasser bei Drüsenleiden) ins Englische übersetzt.
Russell empfahl insbesondere die Nutzung des Meerwassers nahe Brighton und erklärte, dass Kuren in Meerwasser denen in binnenländischen Badeorten überlegen seien. Seinen Ideen wurde in England und im Ausland weithin zugestimmt und obwohl über das Wie der Nutzung von Meerwasserkuren heftig diskutiert wurde, bestritten nur wenige ihren grundsätzlichen Wert.
1755 publizierte Russell sein zweites Werk zu akuten und chronischen Drüsenerkrankungen Oeconomia natura in morbis acutis et chronicis glandularum, das er nun selbst unter dem Titel The Economy of Nature in Acute and Chronical Diseases of the Glands ins Englische übersetzt und veröffentlicht hat.
Russells Anstrengungen zur Meerwassertherapie haben erheblich zur rasch wachsenden Popularität eines Urlaubs an der See in der 2. Hälfte des 18. Jahrhunderts beigetragen, obwohl hierbei auch andere soziale Bewegungen eine Rolle spielten. Er selbst profitierte erheblich vom Erwerb des zuvor in öffentlicher Hand befindlichen, im Süden des Orts mit Blick zur See gelegenen Geländes Old Steine, auf dem er Brightons damals größtes Gebäude errichtete. Dieses Haus war Wohnung und Patientenunterkunft zugleich. Nach Russels Tod 1759 entwickelte sich Old Steine zum Zentrum des angesagten Badelebens in Brighton, indem es in der Saison an zumeist begüterte Seeurlauber vermietet wurde. So weilte hier der Bruder von George III., Prinz Henry, Duke of Cumberland and Strathearn, 1779. Am 7. September 1783 besuchte ihn dort der damalige Prinzregent und spätere König Georg IV. Dessen über 40 Jahre andauernde, kontinuierliche Förderung war entscheidend für den raschen Aufschwung der Stadt und ihre Verwandlung vom Fischerdorf Brighthelmston in das moderne Brighton.
Im Februar 1752 wurde Richard Russell zum Mitglied der Royal Society gewählt.
Heute steht anstelle von Russells Haus das Royal Albion Hotel. Eine schlichte Gedenktafel für Russell an einer Hauswand des Hotels erklärt lakonisch: "If you seek his monument, look around" (Wenn Du sein Denkmal suchst, sieh Dich einfach um.).

## Bestattung
Richard Russell verstarb auf einer Reise in London und wurde in der Familiengruft in South Malling bestattet, einem kleinen, ehemals selbständigen Dorf mit einer dem Heiligen Michael gewidmeten Kirche und heutigen Ortsteil von Lewes. Er hinterließ drei Töchter und zwei Söhne, von denen keiner einen medizinischen Beruf ausübte.